# Louis-Benjamin Hurtrel
Louis-Benjamin Hurtrel (nascido em 1762 em Paris, falecido em 2 de setembro de 1792 em Saint-Germain-des-Prés) - beato francês, diácono.
Ele era um parisiense. Ele estudou no seminário de Paris de Trente-Trois. Quando a perseguição aos católicos se intensificou na França revolucionária, em 10 de agosto ele foi preso junto com seu irmão Charles-Louis e encarcerado na prefeitura, e em 1º de setembro foi transferido para a Abadia de Saint-Germain-des-Prés . Ele morreu nas mãos da multidão que havia anteriormente assassinado os prisioneiros transportados do gabinete do prefeito para a abadia durante os massacres de setembro.  O testemunho de sua atitude digna vem de uma testemunha ocular, que era um colega internuncio.
Ele é lembrado no aniversário de sua morte.
Louis-Benjamin Hurtrel foi beatificado em 17 de outubro de 1926 junto com 190 outros mártires franceses pelo Papa Pio XI.